# Kapelle Langreder

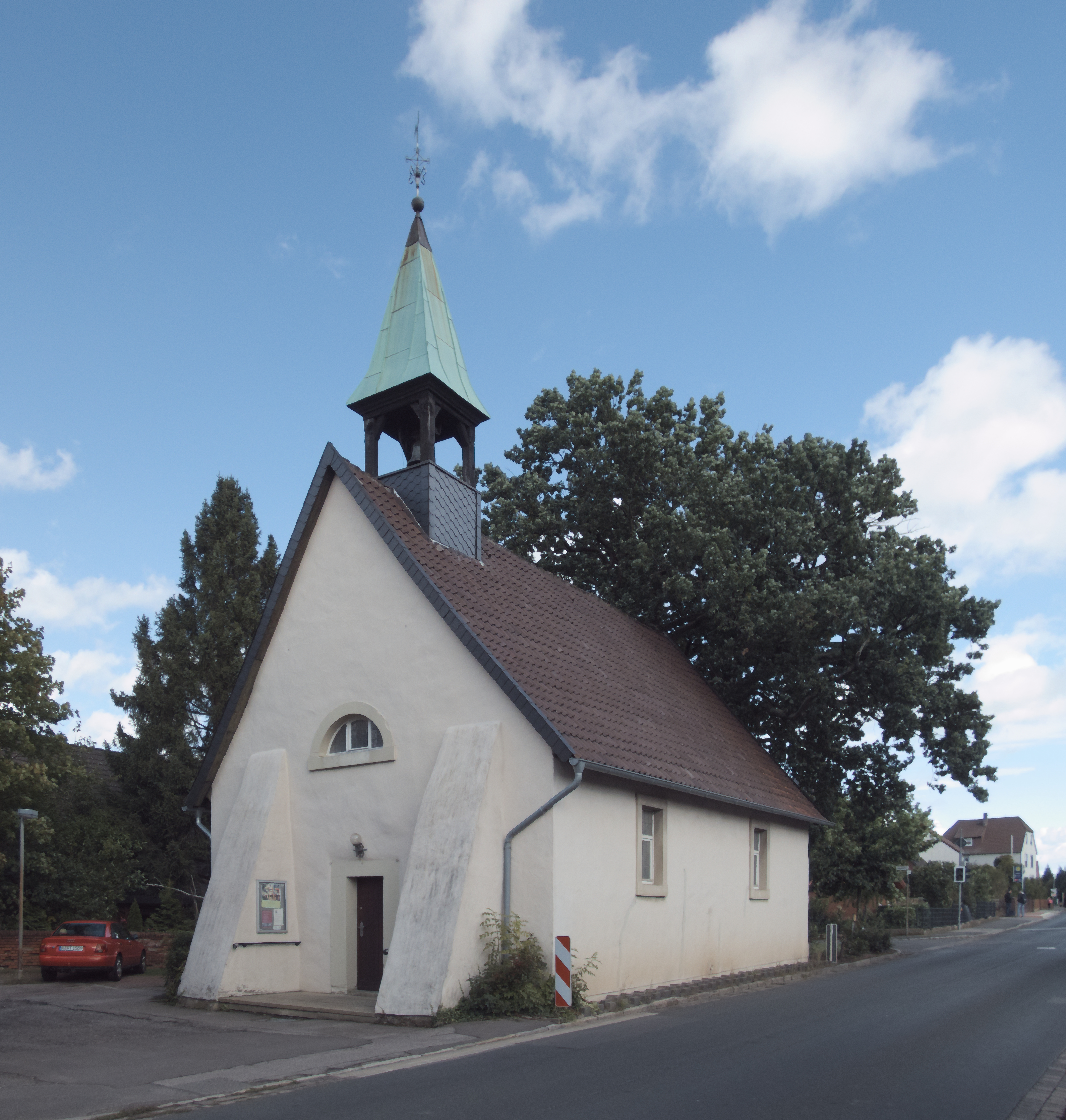
Die Kapelle Langreder

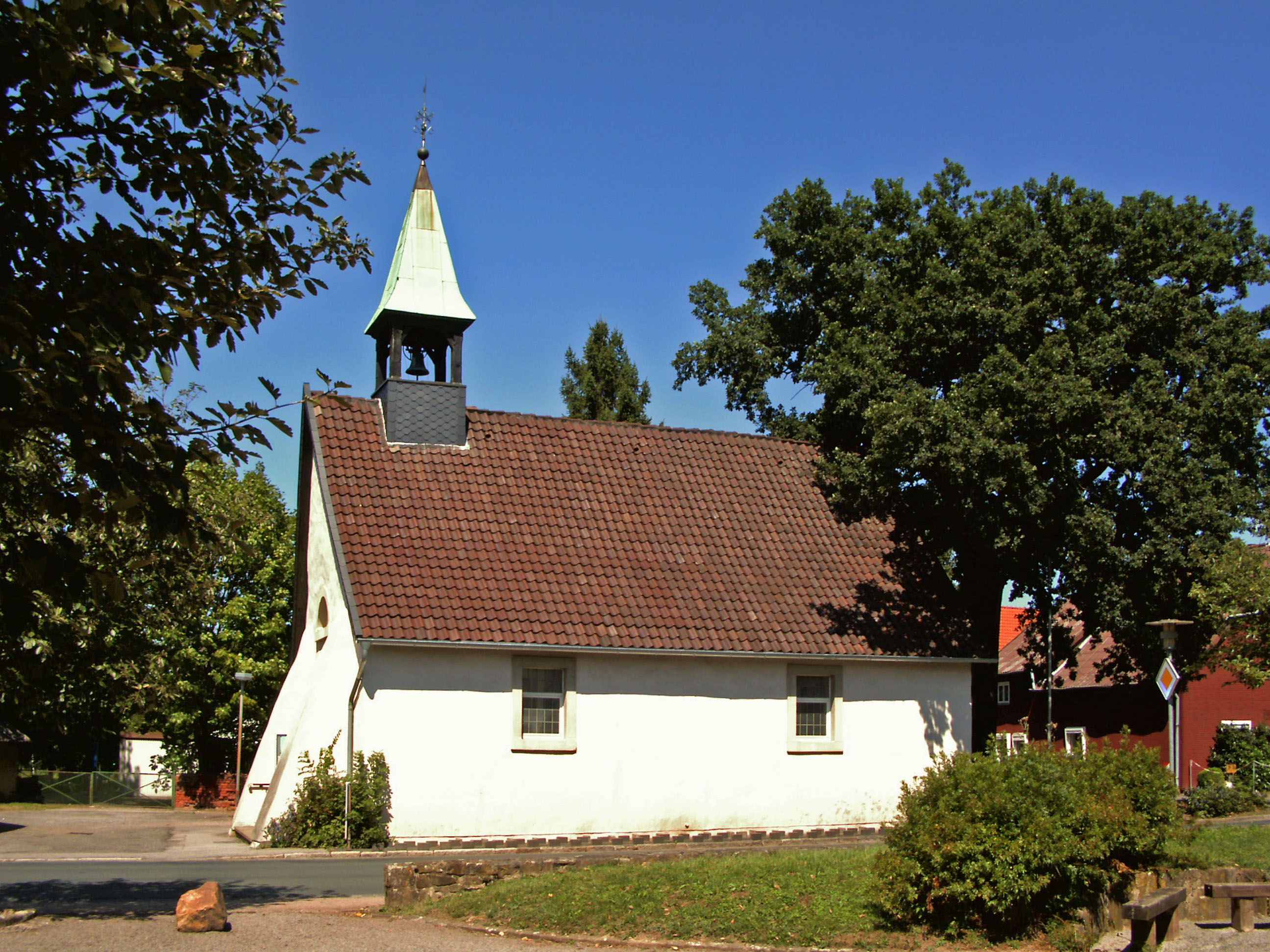
Seitenansicht

Die Kapelle ist ein denkmalgeschütztes Gebäude im Stadtteil Langreder der Stadt Barsinghausen in der Region Hannover in Niedersachsen.
Die evangelisch-lutherische Kapellengemeinde der Kapelle ist Teil der Heilig-Kreuz-Kirchengemeinde Kirchdorf und Langreder im Kirchenkreis Ronnenberg im Sprengel Hannover der Landeskirche Hannovers.

## Geschichte
Eine Kapelle in Langreder wurde im Jahr 1294 erwähnt. Die Kapelle war eine Tochter der Heilig-Kreuz-Kirche in Kirchdorf. Die Familie von Goltern hatte das Patronatsrecht.
Der Standort dieser Kapelle ist unbekannt. Auch wann und auf welche Art sie verschwand, ist nicht bekannt.
In der Kirchdorfer Kirche war für die Gottesdienstbesucher eine eigene Langredersche Tür vorhanden. Die Tür an der Nordseite des Kirchenschiffs hat eine spätgotische Türfassung.

## Beschreibung

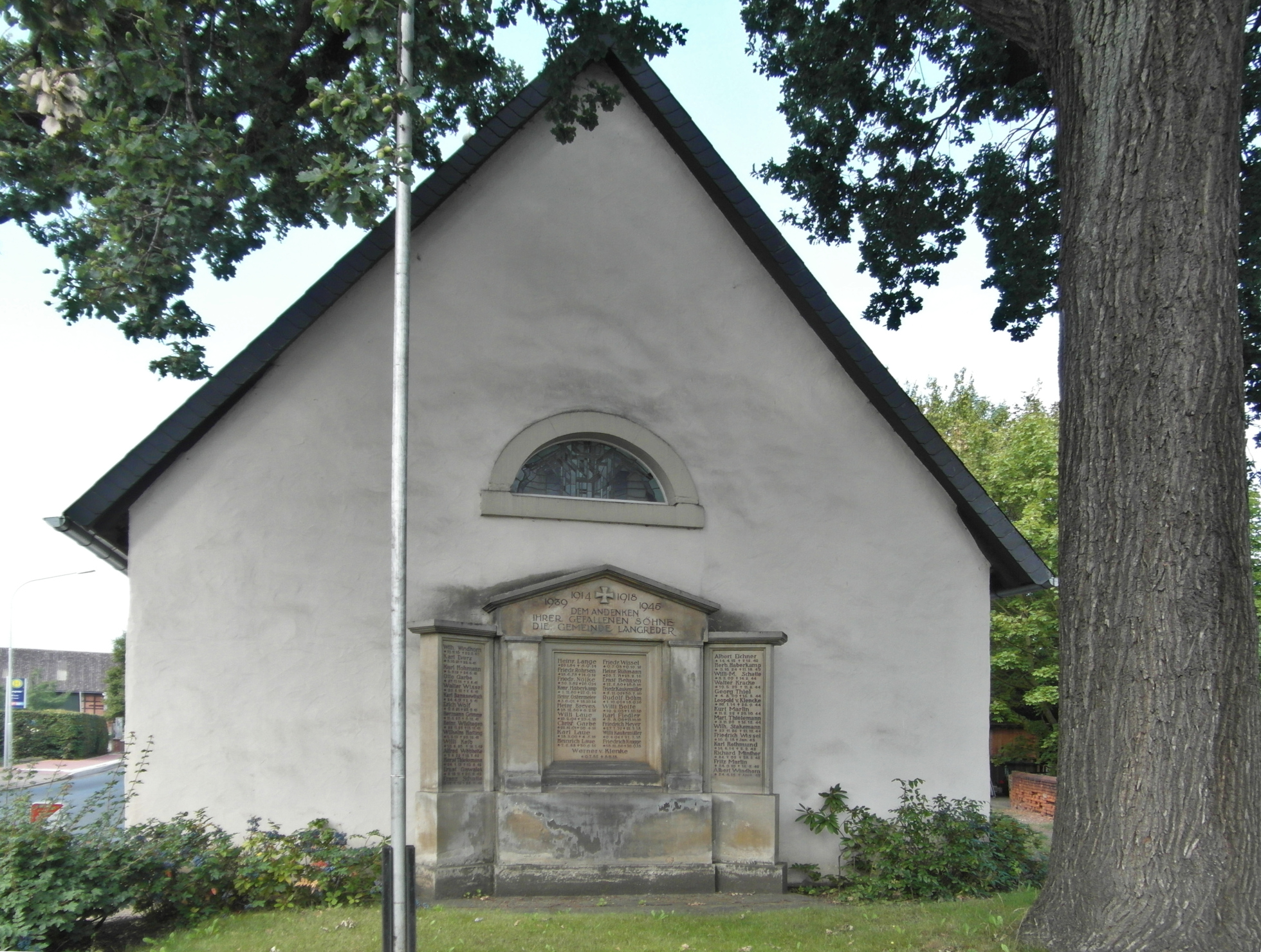
Ostseite mit Ehrenmal

Die heutige Kapelle in Langreder wurde vermutlich etwa im Jahr 1630 gebaut.
Bei Renovierungsarbeiten an ihrem Fußboden wurden dicke Mauerfundamente vorgefunden.
Die Wände bestehen aus verputztem Bruchsteinmauerwerk.
Die gemauerten Giebel sind steil. Auf dem Westteil des Ziegeldachs hängt in einem hölzernen Dachreiter die Kapellenglocke.
An der Westseite der unmittelbar am Rand der Kapellenstraße, der Hauptdurchgangsstraße des Ortes stehenden Kapelle ist zwischen zwei massigen Schrägstützen die steingewändete Eingangstür.
Vor der Ostseite der Kapelle steht im Schatten eines großen Baums das Ehrenmal für die Gefallenen Langreders.
Die Kapelle Langreder ist außen 12,6 m lang und 7,7 m breit.

## Ausstattung

### Taufstein
Der runde Taufstein auf quadratischem Sockel stammt aus dem 11. Jahrhundert.

### Glocke

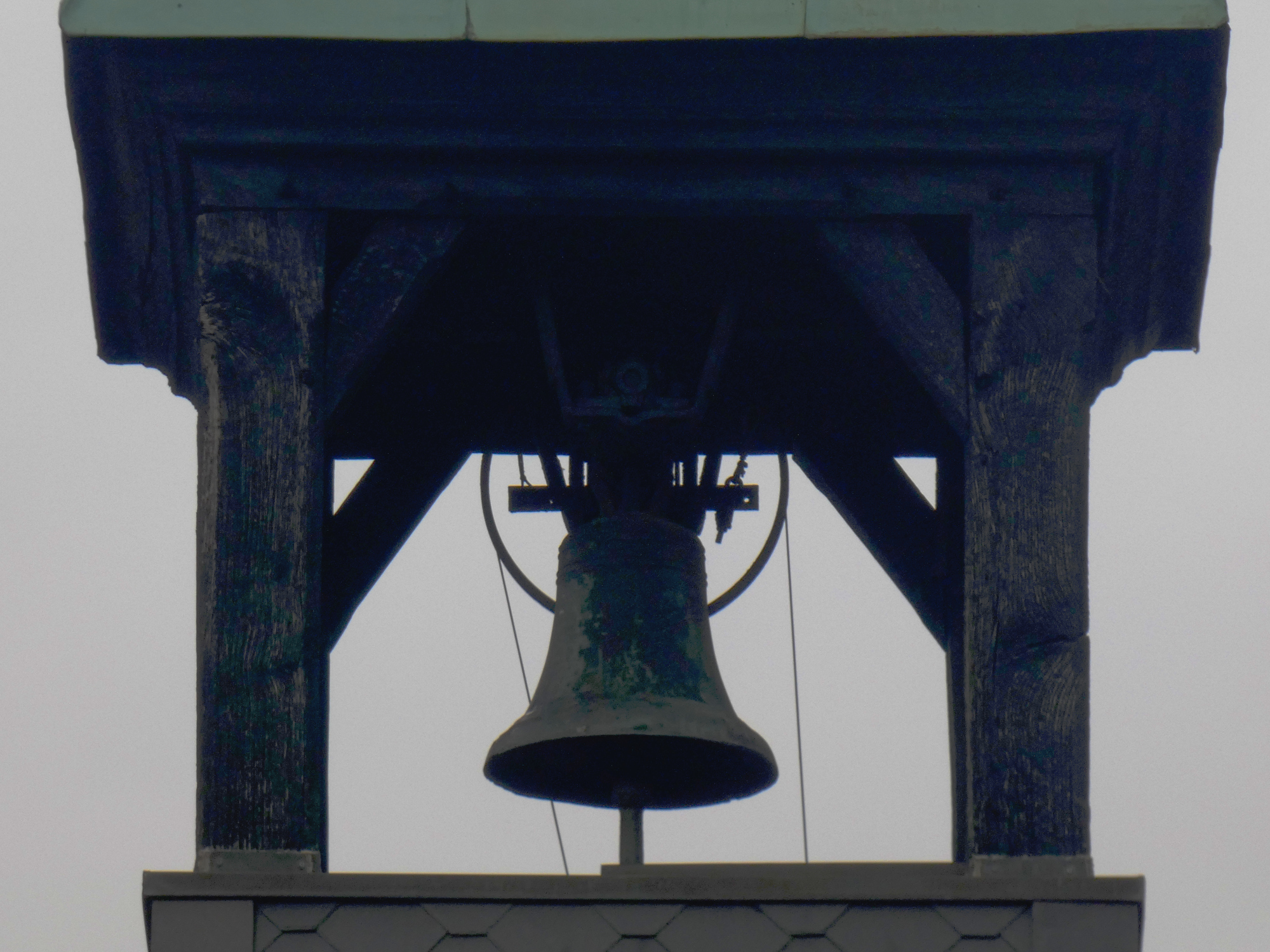
Die Glocke im Dachreiter

Die kleine Glocke wurde im 14. Jahrhundert gegossen.
Sie hängt in einem hölzernen Dachreiter.

### Altar
Auf dem steinernen Altar der Kapelle steht auf einer 2004 erworbenen Predella ein alter hölzerner Schnitzaltar.
Die von dem Leipziger Künstler Michael Triegel gestaltete Predella knüpft in ihrer Gestaltung an historische Kunst an.
Sie zeigt Motive aus dem Alten Testament im Hintergrund und davor Symbole zum Thema Opfertod Christi und Abendmahl sowie Textzitate aus den Paulusbriefen.
Der Schnitzaltar ist aus Eichenholz gefertigt, das um das Jahr 1480 im westlichen Harzvorland geschlagen und bald danach bearbeitet wurde.
Er stand früher in der Kirche in Völksen. Er wurde verkauft und, vor dem Jahr 1871, der Kapelle Langreder gestiftet.
Er ist ein spätgotischer dreiteiliger Flügelaltar „von geringem Kunstwert“.
Der Mittelteil zeigt eine Kreuzigungsgruppe und an den Rändern Darstellungen der Heiligen Georg, Petrus, Katharina und Paulus. Die beiden geöffneten Seitenflügel zeigen je vier Darstellungen aus der Leidensgeschichte.
Der Mittelteil des Triptychons diente in Langreder zunächst als Kanzelwand und stand später unmittelbar auf dem Steinaltar. Die Flügel waren separat an der Wand der Kapelle aufgehängt. Bei der Restaurierung 1959/60 wurden die Teile des Flügelaltars wieder zusammengefügt.
Die möglicherweise erst bei einer Restaurierung im Jahr 1856 hinzugefügte Bemalung der Figuren auf den Innenseiten musste aufgrund einer denkmalpflegerischen Entscheidung bis auf die rotgrüne Fassung der Bilder entfernt werden.
Die Malerei auf der Außenseite der Altarflügel war schon 1871 vergangen.
Im Jahr 2019 waren konservatorische Maßnahmen erforderlich, da sich die Tafelmalerei an vielen Stellen, zum Teil auch großflächig, vom Untergrund löste. Die Sanierung sollte von der Calenberg-Grubenhagenschen Landschaft gefördert werden.